# Saponaria stenopetala
Saponaria stenopetala är en nejlikväxtart som beskrevs av K.H. Rechinger. Saponaria stenopetala ingår i släktet såpnejlikor, och familjen nejlikväxter. Inga underarter finns listade i Catalogue of Life.